# Молдова-фільм
«Молдова-фільм» (рум. Moldova-film, Молдова-філм) — радянська і молдовська кіностудія художніх, анімаційних і хроніко-документальних фільмів, заснована в 1952 році.
«Молдова-фільм» бере початок від кореспондентського пункту Української кінохроніки, створеного в Кишиневі в 1940 році після приєднання Молдови до СРСР. У 1944 році кореспондентський пункт відновив свою роботу. 26 квітня 1952 року його базі була створена кіностудія хроніко-документальних фільмів. Директором став В. Севельов. 24 січня 1957 року вона була перетворена в кіностудію художніх і хроніко-документальних фільмів і отримала назву «Молдова-фільм».
До 1982 року «Молдова-фільм» випустила 120 художніх і 800 документальних фільмів, 750 номерів кіножурналу «Радянська Молдавія», 40 номерів журналу «Устуріч» і 40 мультиплікаційних фільмів.
На початку 1990-тих років через нестачу коштів діяльність кіностудії різко скоротилася.

## Фільмографія
- 1960 — «Жив-був хлопчик»
- 1967 — «Потрібен воротар»
- 1968 — «Ця мить»
- 1969 — «Один перед любов'ю»
- 1975 — «Нікушор з племені ВВ»
- 1977 — «Корінь життя»
- 1985 — «Тиха застава»
- 1987 — «Честь маю»
- 1991 — «Гра в смерть, або Сторонній»